# Traité de Yandabo
Le traité de Yandabo, signé le 24 février 1826 entre la Compagnie anglaise des Indes orientales et le roi de Birmanie Bagyidaw, marqua la fin de la première guerre anglo-birmane (1824-1826). Il tire son nom du village éponyme, où il fut signé.
Les Britanniques prenaient possession du royaume d'Arakan et des anciens territoires siamois du Tenasserim (Ye, Tavoy et Mergui). La dynastie Konbaung devait payer des compensations financières, s'engager à ne plus intervenir dans les affaires de l'Assam et du Manipur et accepter la présence de Britanniques dans sa capitale.

## Contexte
La dynastie Konbaung, venue au pouvoir en 1752, menait une politique militaire expansionniste. Dès 1784, mais surtout au début des années 1820, elle avait ainsi atteint les frontières de l'Inde britannique. Des interventions dans les affaires des royaumes voisins et les activités anti-birmanes en territoire indien conduisirent à la guerre, qui se conclut par la défaite birmane et la signature du traité.